# Otto Jacobsen
Otto Jacobsen född 1870, död 1939, var en dansk skådespelare. 
Han är mest känd för sina roller i filmen En perfekt gentleman, regisserad av Gösta Ekman och filmen Ormen.
Jacobsen var även chef vid Dagmarteatern i Köpenhamn under några år med start 1929, dit kollegan och vännen Gösta Ekman kom och gästspelade i Hjalmar Bergmans pjäs Patrasket. 

## Filmografi (urval)
- 1927 – En perfekt gentleman
- 1913 – Den rette
- 1912 – Ormen